# Valentin Grubeck
Valentin Grubeck (* 26. Februar 1995 in Schärding) ist ein österreichischer Fußballspieler.

## Karriere
Grubeck begann seine Karriere beim SK Schärding. 2009 ging er in die AKA Linz. Im Jänner 2013 wechselte er zum FK Austria Wien. 2014 wurde er an den SV Horn ausgeliehen. Sein Profidebüt gab er am 4. Spieltag 2014/15 gegen den TSV Hartberg. 2015 wechselte er zum SV Austria Salzburg. Im Jänner 2016 wechselte er zum Erstligisten SV Grödig.
Nachdem sich Grödig aus dem Profifußball zurückgezogen hatte, wechselte er im Sommer 2016 zum Zweitligisten SC Austria Lustenau, wo er einen bis Juni 2017 gültigen Vertrag erhielt.
Zur Saison 2017/18 wechselte er zum LASK, bei dem er zunächst für die LASK Juniors OÖ zum Einsatz kommen sollte. Nebenbei begann er ein Praktikum beim LASK. Im November 2017 spielte er erstmals für die Profis des LASK in der Bundesliga, als er am 14. Spieltag jener Saison gegen den SCR Altach in der 70. Minute für René Gartler eingewechselt wurde.
Zur Saison 2019/20 wechselte er zur SV Ried. Mit Ried stieg er zu Saisonende in die Bundesliga auf. Nach 32 Einsätzen für Ried wechselte Grubeck im Februar 2021 zum Zweitligisten SKU Amstetten. Für die Niederösterreicher kam er zu insgesamt 13 Zweitligaeinsätzen. Nach einem halben Jahr verließ er Amstetten nach der Saison 2020/21 wieder.
Daraufhin wechselte er zur Saison 2021/22 zur viertklassigen Union Weißkirchen.

## Persönliches
Sein Bruder Fabian ist ebenfalls Fußballspieler.